# 広島原爆で被爆したアメリカ人
広島原爆で被爆したアメリカ人（ひろしまげんばくでひばくしたアメリカじん）は、1945年8月6日の広島市への原子爆弾投下で被爆したアメリカ人。
アメリカ政府は直接被爆したアメリカ人捕虜が10人いたと認定、日本の民間団体・歴史研究家の調査では12人いたとしている。朝日新聞社系のみ2014年現在直接被爆者を13人としているが内訳は不明。その他にもアメリカ政府は認定していないが、入市被爆したアメリカ人捕虜が10人、日系アメリカ人および日本国籍を取得したアメリカ系日本人にも被爆者はいる。本項では特に被爆したアメリカ人捕虜を中心に記載する。

## 沿革

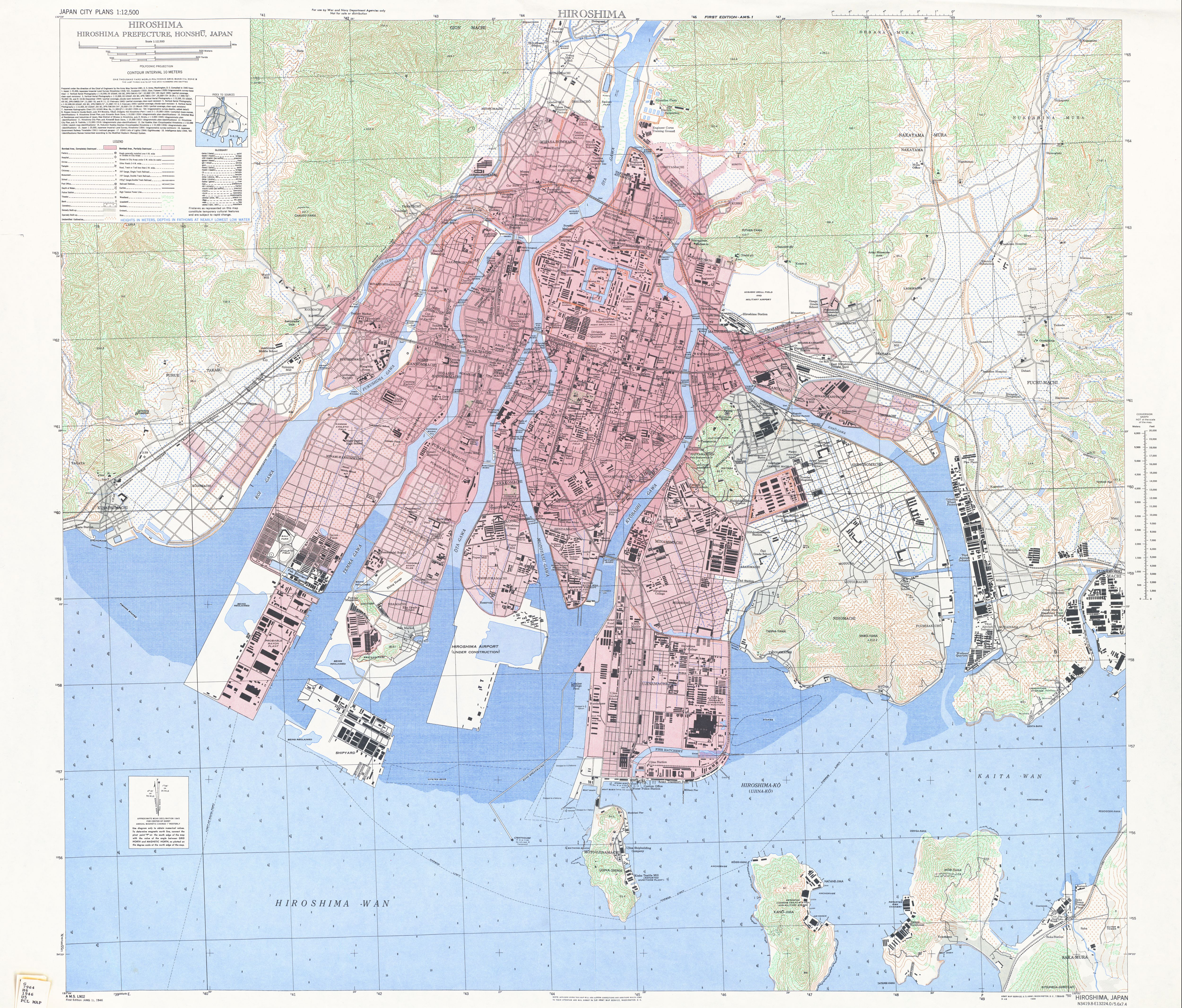
1945年米軍作成の広島市地図。地図上に"POW Camp""War Camp"がないことがわかる。地図中央付近のT字の橋が相生橋、そこからやや右下、電車が通るT字の交差点の右上"MIlitary Police"が中国憲兵隊司令部。その上側、広島城本丸の"5fh Division Hq"（第5師団）が被爆当時中国軍管区司令部。そこから右下の"11th Infanty Regiment"（歩兵第11連隊）に被爆時中国軍管区歩兵第一補充隊が駐屯していた。地図中央下が宇品で海岸沿いの"Army Transport Base"が船舶司令部でこの近辺に宇品憲兵分隊や船舶練習部附属病院が置かれていた。

### 背景
広島は、元々陸軍第5師団の拠点であり”軍都”として発展し、太平洋戦争末期には本土決戦に備え第2総軍司令部が置かれ、軍事的な拠点としての役割が強まっていた。
太平洋戦争時、連合国側の民間人は敵国人として集められ抑留されており、広島を含めた中国地方では三次の愛光保健園（現在の広島県三次市愛光保育所の敷地）に収容された。例えば、広島市内にある援助修道会のカトリック三篠教会では被爆時、フランス人院長は結核により入院、イギリス人とベルギー人の修道女は敵国人として愛光保健園へ送られ、フランス2・イタリア2・アイルランド1・日本2の計7人の修道女とドイツ人神父1人の編成だった。
広島が原爆投下の第一候補に選ばれた理由の一つに、当時市街地に捕虜収容所がないとアメリカ側に思われていたことが挙げられる。現在の広島市域では、第一次世界大戦後に似島に捕虜収容所（似島俘虜収容所）が設けられたことはあるが、太平洋戦争中には収容所はなかった。
しかし実際には、アメリカ人捕虜が存在していた。呉軍港空襲の最終局面である1945年7月28日、アメリカ側は榛名や利根などを撃沈したが、日本側もアメリカ軍機を撃墜し生き残った乗員を捕虜として捕らえた。以下、日本の民間団体や歴史研究家が取りまとめた当時の日本側の対応を示す。
- アメリカ爆撃機2機・艦載機20機以上を撃墜。
- 生き残った捕虜は別々に捕らえられ最終的に以下に収監。
  - 呉海軍刑務所に7人収監、8月1日横須賀大船収容所に移送。
  - 中国憲兵隊司令部に15人拘束、うち3人の将校は7月30日東京防衛総司令部に移送。

こうして7月28日のみの戦闘で捕虜となった中国憲兵隊司令部に残る12人が被爆することになる。12人の乗員別内訳は以下のとおり（詳細は下記被爆者の項を参照）。
- B-24（愛称ロンサム・レディー） : 6人
- B-24（愛称タロア） : 3人
- SB2C : 2人
- F6F : 1人

そして東京に移送され生き残った1人がB-24ロンサム・レディー号機長トーマス・カートライト少尉である。当時憲兵による取り調べに対してB-24タロア号の捕虜は広島に強力な新型爆弾が落とされると答えていて、他の捕虜はそのことを知らなかった。更に収監の間、捕虜どうしでの会話は禁止されていたため、被爆するまでそのことを知らなかった者がいたことになる。当時アメリカ人以外の連合国の捕虜は広島にはいなかった。

### 被爆

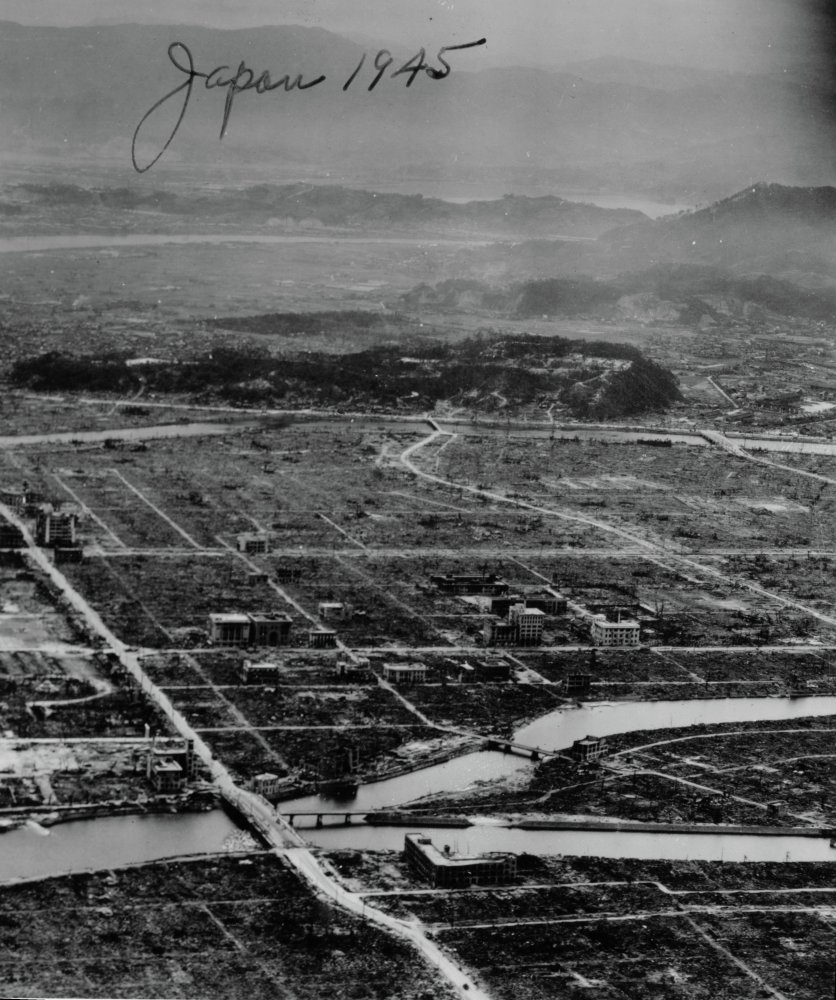
左側を縦断する道が相生通りで下のT字橋が相生橋、そこから上のロータリー交差点の左上の敷地が中国憲兵隊司令部があったところ。

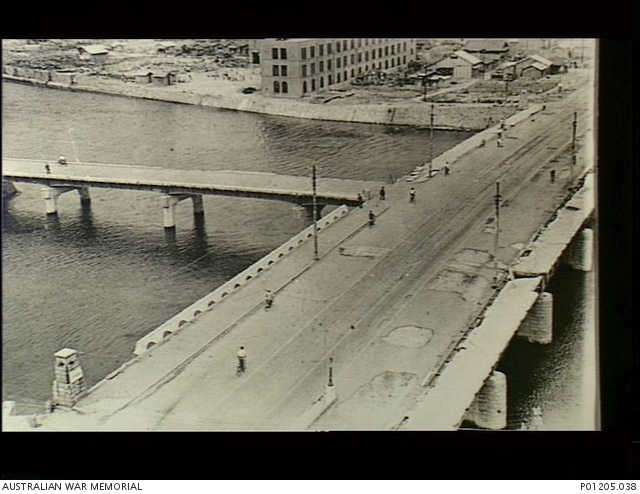
1947年6月。相生橋の欄干は被爆により殆どが川に落下し見えている部分（原爆ドーム側）のみ残っていたため米軍捕虜が一時的に括り付けられたのはここになる。そして手前側あるいは橋中央の電柱に張り付けされた。

1945年8月6日、広島市への原子爆弾投下。彼ら12人は広島城内にあった中国軍管区司令部・中国軍管区歩兵第一補充隊そして中国憲兵隊司令部の3箇所におり、複数の目撃証言によりほとんどが被爆当日に死亡したと考えられている。
有名な話として、相生橋そばに括りつけられたアメリカ人捕虜の死体の話がある。この人物は多くの日本人に死体として目撃されており、そして後の調査でB-24ロンサム・レディー号通信士ヒュー・アトキンソン軍曹（享年26）と確定している。
- ある憲兵が聞いた話によると、別の被爆した憲兵が翌7日瀕死の捕虜を発見し広島憲兵分隊（猫屋町の光道国民学校に駐屯）に連行しようとしたが憲兵自身も倒れそうになったためやむなく相生橋手前で捕虜を放置した、という。これは1971年広島市刊『広島原爆戦災誌』に記載された[12]。
- その後の追跡調査で実際に任にあたった憲兵が探しだされ、翌7日宇品憲兵分隊（船舶司令部内）への連行中一時的に相生橋の欄干に括りつけていたがそのまま絶命したためそこに残して他の捕虜を連行した、とわかった。そして他の複数の目撃証言により、この憲兵の話が追認されることになる[9][14]。

この捕虜の目撃情報は「被爆当日（あるいは翌7日）、逃げていたアメリカ人捕虜を相生橋そばの電柱に括りつけ口々に罵り投石し私刑した」という風説となり、広島原爆文献の古典である今堀誠二著『原水爆時代（上）』などに記載されたことを通して間違った事実が広まることになる。アトキンソンは電柱に括り付けられていたのを日本人により降ろされ荼毘に付され、後に原爆供養塔に遺骨が納められた。これとは別に、広島城でも同様に縛られたアメリカ人捕虜の話がある。
上の憲兵の話のように被爆当日に死亡しなかった人物もいる。B-24ロンサム・レディー号射撃手ラルフ・ニール二等軍曹とSB2C射撃手ノーマン・ブリセット海軍三等航空兵曹は宇品に送られたが、同年8月19日放射線の影響で陸軍船舶練習部附属病院で双方死亡した。2人の遺体は宇品憲兵隊隊長であった高橋太郎の命令で火葬され、陸軍病院近くに墓が建てられた。この時点で直接被爆者12人全員が死亡したことになる。
入市被爆したアメリカ人捕虜も存在する。同年8月8日八幡大空襲で日本側に撃墜されたB-29ニップ・クリッパー号の生き残った10人は、8月14日島根県美濃郡沖で救助され、8月15日（終戦日）益田駅から山口憲兵分隊、8月16日宇品に設けられていた中国憲兵隊臨時司令部に送られ、8月20日広島県向島にあった広島捕虜収容所向島分所へ送られた。この宇品に収監されていた時期が入市被爆したことになり、彼らの中には直接被爆した2人であるニールとブリセットを8月19日に看取ったものもいる。

### 検証
アメリカ政府の見解は戦後しばらくの間「被爆したアメリカ人はいない」というものであった。日本側からすると相生橋のアメリカ人捕虜を多くの人が見ていたことから彼らの存在は早くから知られており、そしていろいろな情報・噂が錯綜し、捕虜の全体人数の把握に影響を及ぼした。その中で、マスコミによるスクープ、元広島女学院大学教授宇吹暁や地元歴史研究家森重昭らの尽力、そしてB-24ロンサム・レディー号機長トーマス・カートライト少尉の証言によって解明されていき、直接被爆した捕虜12人を断定した。
一方でアメリカ政府はその遺族に対し、終戦直後は「戦闘中日本上空で行方不明」と通達、翌1946年その中の何人かに「8月6日捕虜として日本に拘留中、戦死した」とGHQダグラス・マッカーサーがお悔やみ状を送っているものの、以降は対応していなかった。1983年初めて公的に被爆死した10人を認めることになるが、これ以外はアメリカ政府は認めていなかった。2016年、バラク・オバマ大統領の広島訪問時の演説で"a dozen Americans held prisoner（捕虜となっていた十数人の米国人）"に言及し、結果的にアメリカ政府は公的に10人以上いたことを認めたことになった。
以下に現在分かっている情報で大まかな沿革を記載する。
- 1945年
  - 8月6日 : 広島市への原子爆弾投下
  - 8月9日 : 長崎市への原子爆弾投下。長崎では9人[9]（アメリカ7・イギリス1・オランダ1）の捕虜が被爆死している。
  - 8月15日 : 日本の終戦の日
  - 8月27日 : UP通信レスリー・ナカシマ記者が世界に向けて初めて広島原爆の惨状を報道。この後にウィルフレッド・バーチェット記者やW・H・ローレンス（英語版）記者らが報じ、アメリカ・イギリスなど海外で惨状が話題となった[24]。
  - 8月31日 : イギリス陸軍省（英語版）発表「駐日スイス公使が日本側からの連絡により広島原爆での連合軍捕虜死傷者はいなかったと聞いた」[25]。
  - 9月2日 : 対日戦勝記念日
  - 9月19日 : 報道規制”プレスコード”発令。
  - 9月から11月頃[26] : 中国軍管区司令部吉川正治少佐、被爆捕虜に関する資料”第五中国地区軍管区目録”を作成、GHQに提出。この目録作成の際、九州大学生体解剖事件など他の部隊が虐殺した捕虜も隠蔽のため被爆死として計上することを旧日本陸軍は秘密裏に決めていた[26]。この目録が後に発見されるアメリカ国立公文書記録管理局(NARA)の史料や”ウブキズ・リスト”の大元である[9]。同時期、米軍も被爆米兵「虐待死」についての調査を行う[27]。
- 1946年
  - 2月：広島を含む中国四国地方の占領業務がイギリス連邦占領軍に移管される。
  - 5月 GHQダグラス・マッカーサーが被爆した捕虜の遺族の何人かにお悔やみ状を送付[21]。
- 1952年4月 : サンフランシスコ講和条約発効によりイギリス連邦占領軍を含めた連合国軍による占領が終結する。同時にプレスコード失効。
- 1970年
  - 7月 : 毎日新聞銭本三千年記者によるスクープ、2人の被爆捕虜を探しだし1970年7月10日付け同紙に”広島原爆――― 2 米兵も死んでいた”を公表。この記事はUPI通信により世界に向け外電されている。
  - 8月 : B-24ロンサム・レディー号射撃手ジョン・ロング伍長と所属不明トニー・某（航空）少尉の2人を初めて原爆死没者名簿に記載[12]。
  - 9月 : UPI通信がNARAで被爆捕虜に関する記録文書を発見[15]。
- 1971年
  - 広島市刊『広島原爆戦災誌』を公表、この中で元憲兵が「被爆したアメリカ兵の認識票23個を進駐軍が持ち帰った」「中には女性通信員が1、2人いた」と証言[12]。
  - 6月 : 丸木俊・丸木位里夫妻による被爆捕虜を描いた『原爆の図 : 第13部「米兵捕虜の死」』を発表。元憲兵証言により被爆捕虜として23人、うち3人を女性で描いた[28]。
  - 9月 : NARA、前年にUPI通信が発見した史料が機密解除となり正式公表、当時20人が捕虜として広島におり大半が陸軍航空隊員、17人が被爆当日に死去、2人が8月19日に負傷のため死亡[29]。
- 1975年 : アマチュア歴史研究家の森重昭が、ロンサムレディー撃墜の事実を知り独自に調査を開始する[30]。
- 1977年
  - 広島大学原爆放射線医科学研究所助手（当時）の宇吹が外務省外交史料館で機密解除となった被爆捕虜のリストを発見。20人からなるいわゆるウブキズ・リストを公表[9]。
  - 12月 : 宇吹の追跡により17人の名前が判明[31]。
- 1978年
  - 1月 : 宇吹の追跡により更に3人の名前が判明。計20人[32]。これ以降、広島市は原爆死没者名簿に記載するため家族に必要書類を送付する[33]。
  - 7月 : ウブキズ・リストの内、9人は九州大学生体解剖事件などの旧日本軍による虐殺で死亡したことが判明。被爆捕虜11人[26]。
  - 8月7日 : NHK総合のNHK特集で「爆撃機ローンサム・レディ号 広島原爆秘話」が放送される[34]。
- 1980年 : ゴードン・トマス、マックス・モーガン・ウイッツ著『エノラ・ゲイ―ドキュメント・原爆投下』（日本語版TBSブリタニカ）が出版。この中で、墜落時パラシュートで脱出した後カートライトが消息を知らなかった1人も被爆捕虜として加えていた。なおその人物であるB-24ロンサム・レディー号航法士ロイ・ベーデンセン少尉は墜落時に死亡し1947年に山中で白骨死体で発見[14]されている。
- 1983年 : アメリカ政府、陸軍8人・海軍2人が被爆死したことを認める。名前は公表せず[9][35]。
- 1984年12月 : ロバート・マノフ記者、ニューヨーク・タイムズ・マガジンに10人の名前と所属を報道[9][36]。
- 1985年6月 : アメリカ政府による追悼式。ロナルド・レーガン大統領演説の中で9人の名前が呼ばれている。

上記英文の翻訳。
1945年8月6日、原爆の日、広島で捕虜として命を落とした米陸軍航空隊と米海軍航空隊員に敬意を表し、追悼の意を表する。
（死亡した９名の所属、名前）
勇気、苦しみ、義務への献身によって、彼らはすべてのアメリカ人の心の中で卓越した地位を獲得した。彼らのヒロイズムは、永遠に続くべき道標である。
- 森はアメリカ公式発表の10人とウブキズ・リストの11人を更に検証し追跡調査として関係者に聞き取りを続けた結果、アメリカ公式発表のリストから漏れていた2人を探しだし、12人とされる[9]。
- 1999年 : 森が自費で中国憲兵隊司令部跡地に原爆犠牲米軍人慰霊銘板を設置[30]。
- 2004年 : 国立広島原爆死没者追悼平和祈念館に初めての被爆捕虜としてジョン・ロングが登録される[38]。
- 2009年 : 森らの尽力により国立広島原爆死没者追悼平和祈念館への12人全員遺影付きの登録が完了[3][35]。

- 2016年 : バラク・オバマ大統領の広島訪問での演説において、被爆者に10数人[22]のアメリカ人捕虜(a dozen Americans held prisoner)が含まれていたことに言及。

## 被爆者

### 直接被爆
以下、日本の民間団体・歴史研究家の調査で直接被爆にあったと断定されている人物と、同乗していた人物を挙げる。太字が被爆、斜字が捕虜になる前に死亡した人物。
| B-24リベレーター - 第7爆撃団第494爆撃群所属 - 機体番号 44-04680 - 愛称 LONESOME LADY（ロンサム・レディー） - 乗務員9人 - 読谷飛行場より出撃、榛名の攻撃により被弾、山口県玖珂郡（現柳井市伊陸）に墜落。 |                  |      |                | |                                                                                |
| 氏名 | 階級             | 年齢 | 出身           | 墜落状況                                                                                                  | 被爆状況                                                                       |
| トーマス・カートライト (Thomas C. CARTWRIGHT) | 少尉 機長 操縦士 |      |                | ルーパーと共に伊陸村で捕まり、光憲兵分隊柳井分隊→中国憲兵隊司令部。更に7月30日東京防衛総司令部に移送。    | 広島にいなかったため生存、帰国。                                               |
| ダーデン・ルーパー (Darden W. LOOPER) | 少尉 副操縦士    | 22   | アーカンソー   | カートライトと共に伊陸村で捕まり、光憲兵分隊柳井分隊→中国憲兵隊司令部。                                   | 被爆当日に死去。                                                               |
| ロイ・ベーデンセン (Roy M. PEDERSON Jr.) | 少尉 航法士      |      |                | 墜落死。                                                                                                  | -                                                                              |
| ジェームズ・ライアン (James M. RYAN) | 少尉 爆撃手      | 20   | ニューヨーク   | 南河内村で捕まり、岩国憲兵分隊→中国憲兵隊司令部。                                                         | 被爆当日に死去。                                                               |
| ヒュー・アトキンソン (Hugh H. ATKINSON) | 軍曹 通信士      | 26   | ワシントン     | 南河内村で捕まり、岩国警察署→岩国憲兵分隊→中国憲兵隊司令部。                                              | 被爆により重症、翌7日相生橋で拘束されたが死去。                                |
| ジョン・ロング (John A. LONG Jr.) | 伍長 射撃手      | 27   | ペンシルバニア | ニール・エリソンと共に高森町で捕まり、山口憲兵分隊→岩国憲兵分隊→中国憲兵隊司令部。                        | 被爆当日に広島城二之丸で死去。                                                 |
| パッフォード・エリソン (Buford J. ELLISON) | 軍曹 エンジニア  |      | テキサス       | ニール・ロングと共に高森町で捕まり、山口憲兵分隊→岩国憲兵分隊→中国憲兵隊司令部。                          | 被爆当日に死去。                                                               |
| ラルフ・ニール (Ralph J. NEAL) | 二等軍曹 射撃手  | 23   | ケンタッキー   | エリソン・ロングと共に高森町で捕まり、山口憲兵分隊→岩国憲兵分隊→中国憲兵隊司令部。                        | 重症を負いヘルダイバーのブリセットとともに宇品憲兵分隊に移されたが19日に死亡。 |
| ウィリアム・アベル (William E. ABEL) | 二等軍曹         |      |                | しばらく山中に潜伏していたが空腹のため山陽本線に乗ったところで徳山駅付近で捕まり、呉海軍刑務所→大船収容所 | 広島にいなかったため生存、帰国。                                               |

| B-24リベレーター - 第7爆撃団第494爆撃群所属 - 機体番号 44-40716 - 愛称 TALOA（タロア） - 乗務員11人 - 読谷飛行場より出撃、榛名の攻撃により被弾、広島県佐伯郡（現佐伯区五日市町八幡）に墜落 |                                |      |                |                                  |                              |
| 氏名 | 階級                           | 年齢 | 出身           | 墜落状況                         | 被爆状況                     |
| ジョセフ・ダビンスキー (Joseph DUBINSKY) | 少尉（中尉説あり） 機長 操縦士 | 27   | ペンシルベニア | 八幡村で捕まり、中国憲兵隊司令部 | 被爆当日に死去。             |
| ルドルフ・フラナガン (Rudolph C. FLANAGIN) | 中尉 副操縦士                  |      |                | 墜落死。                         | -                            |
| ドナルド・マーヴィン (Donald F. MARVIN) | 中尉 オブザーバー              |      |                | 墜落死。                         | -                            |
| ローレンス・フォールズ (Lawrence A. FALLS Jr.) | 中尉 航法士                    |      |                | 墜落死。                         | -                            |
| ロバート・ジョンストン (Robert C. JOHNSTON) | 中尉 爆撃手                    |      |                | 墜落死。                         | -                            |
| デビット・パシフィックフィールド (David A. PACIFICFIELD) | 一等軍曹 通信士                |      |                | 墜落死。                         | -                            |
| ウォルター・ピスコー (Walter PISKOR) | 一等軍曹 エンジニア            |      |                | 墜落死。                         | -                            |
| チャールズ・アリソン (Charles R. ALLISON) | 二等軍曹 射撃手                |      |                | 墜落死。                         | -                            |
| カミラス・カークパトリック (Camillus KIRKPATRICK) | 二等軍曹 射撃手                |      |                | 墜落死。                         | -                            |
| ジュリアス・モルナー (Julius MALNER) | 二等軍曹 射撃手                | 20   | ミシガン       | 八幡村で捕まり、中国憲兵隊司令部 | 被爆当日あるいは翌日に死去。 |
| チャールズ・バウムガルトナー (Charles O. BAUMGARTNER) | 二等軍曹 射撃手                | 30   | オハイオ       | 八幡村で捕まり、中国憲兵隊司令部 | 被爆当日に死去。             |

| SB2Cヘルダイバー - 空母タイコンデロガ艦載機 - 機体番号 21079 - 乗務員2人 |                 |      |                  |                                                                                 |                                                                                |
| 氏名                                                                     | 階級            | 年齢 | 出身             | 墜落状況                                                                        | 被爆状況                                                                       |
| レイモンド・ポーター (Raymond PORTER)                                    | 中尉 操縦士     | 24   | ペンシルベニア   | 対空砲火により墜落、山口県大島郡で漂流中に捕まり、宇品憲兵分隊→中国憲兵隊司令部 | 被爆当日に死去。                                                               |
| ノーマン・ブリセット (Norman R. BRISSETTE)                               | 三等軍曹 射撃手 | 19   | マサチューセッツ | 対空砲火により墜落、山口県大島郡で漂流中に捕まり、宇品憲兵分隊→中国憲兵隊司令部 | 重傷を負いロンサム・レディーのニールと共に宇品憲兵分隊に移されたが19日に死亡。 |

| F6Fヘルキャット - 空母ランドルフ艦載機 - 機体番号 72-623 - 乗務員1人 |      |      |                |                                                                                           |                  |
| 氏名                                                                 | 階級 | 年齢 | 出身           | 墜落状況                                                                                  | 被爆状況         |
| ジョン・ハンシェル (John J. HANTSCHEL)                               | 少尉 |      | ウィスコンシン | 不時着により山口県吉敷郡東岐波村（現宇部市）で漂流中に捕まり、山口憲兵隊→中国憲兵隊司令部 | 被爆当日に死去。 |

### 入市被爆
斜字が捕虜になる前に墜落死した人物。
| B-29スーパーフォートレス - 第313爆撃団第9爆撃群所属 - 機体番号 42-635122 - 愛称 NIP CLIPPER（ニップ・クリッパー） - 乗務員11人 - 八幡空襲で対空砲火により墜落。 |           |      |      |
| 氏名 | 階級      | 年齢 | 出身 |
| ジョージ・ケラー (George F. KELLER) | 少尉 機長 |      |      |
| ウォルター・ロス (Walter R. ROSS) | 少尉      |      |      |
| スタンリー・レヴィン (Stanly H. LEVINE) | 少尉      |      |      |
| チャールトン・ホールデン (Carleton M. HOLDEN) | 少尉      |      |      |
| ユージーン・キャロル (Eugene V. CARRELL) | 少尉      |      |      |
| マーティン・ザップ (Marthin L. ZAFPE) | 軍曹      |      |      |
| ジェラルド・ブレーク (Gerald J. BLAKE) | 軍曹      |      |      |
| ロバート・コンリー (Robert M. CONLEY) | 軍曹      |      |      |
| クリスタス・ニキタス (Christas NIKITAS) | 軍曹      |      |      |
| トラバー・ヘルマン (Traver HERMAN) | 軍曹      |      |      |
| セルビー・ファウラー (Selby L. FOWLER) | 軍曹      |      |      |

## 慰霊碑

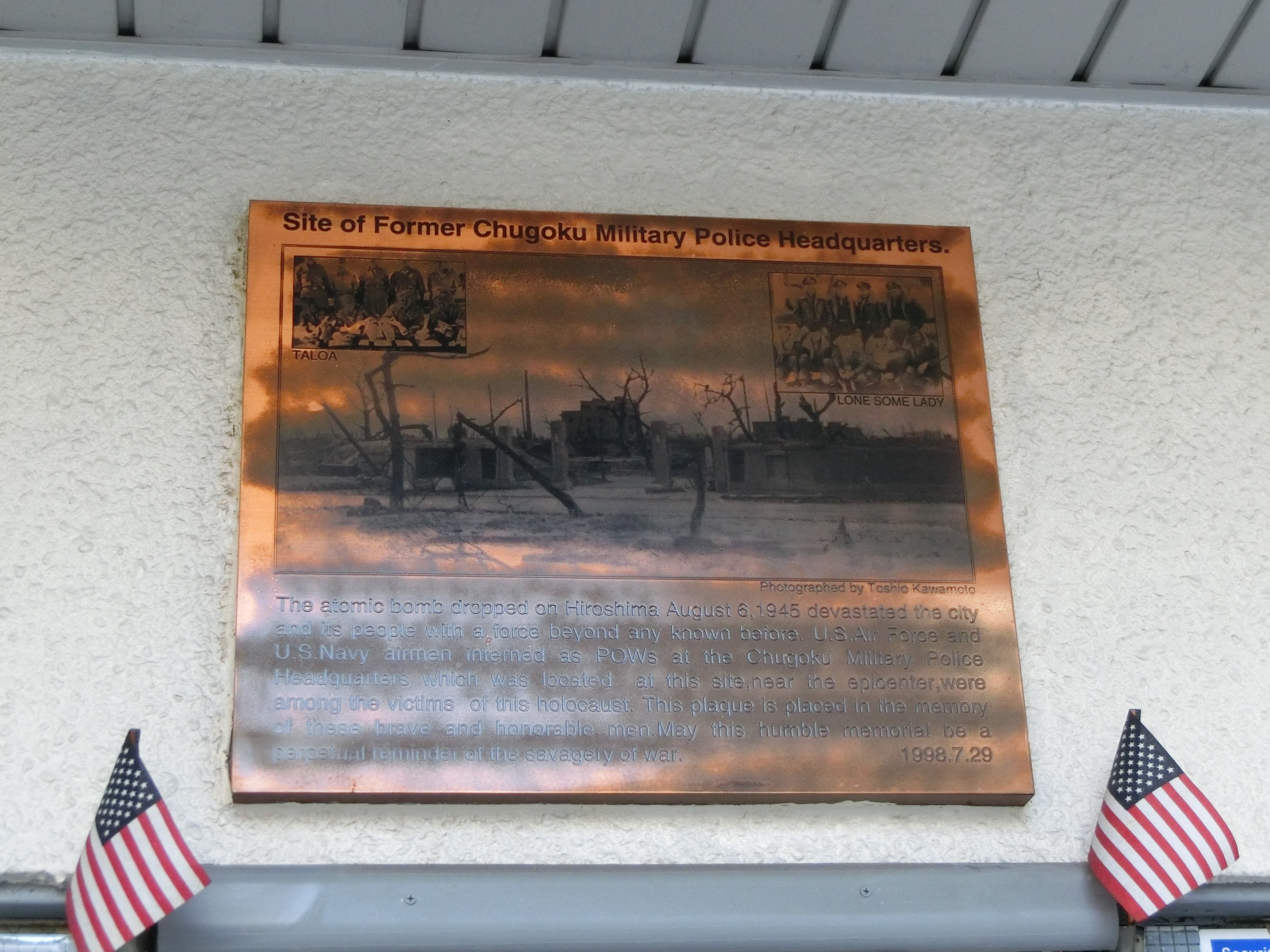
中区基町の宝ビルにある原爆犠牲米軍人慰霊銘板

- Hiroshima POWs - アンダーソンビル・ナショナル・ヒストリック・サイト（英語版）（旧アンダーソンビル捕虜収容所）内にあるプレート。大統領演説が刻まれている[37]。
- 原爆犠牲米軍人慰霊銘板 - 旧中国憲兵隊司令部、現在は民間のビルに設置された銘板。森が作り、刻まれた碑文はカートライトが思案したもの[14]。
- 平和の碑 - 山口県柳井市伊陸のロンサム・レディーが墜落した現場近くに建立された慰霊碑[39]。

## 日系アメリカ人被爆者
捕虜以外にもアメリカ国籍の被爆者はいる。戦前期の広島県が「移民県」であったことを背景に、被爆当時の広島市には開戦以前に親戚への訪問や日本国内への進学を理由として来広し、開戦によりそのまま帰米不能となった多数の日系アメリカ人が在住し、被爆した。またアメリカ系日本人としては、日本人との結婚で日本国籍を取得したのち、開戦直前に帰国した夫に同行して広島に在住していたところ、警察当局による軟禁状態のもと被爆した女性（1974年死去）の例が知られている。
伝統に則し、日系アメリカ人被爆者の多くは正式な日本のしつけを受けるため、日本に滞在していた（家族に会うため一時的に帰国していた者もいた）。真珠湾攻撃以降、彼らがアメリカに帰国することはかなわず、実に幾千もの名もなきアメリカ市民が原爆の永遠の被害者となった。広島では、日系アメリカ人被爆者が原爆の恐怖を体験し、多くが命を失い、家族を亡くし、身体的、精神的に深い傷を負った。終戦後、1947年初頭から約1000人（うち4分の3が女性）のアメリカ人被爆者がアメリカ（主にカリフォルニアとハワイ）への再移住を開始した。1970年代前半、原爆投下から約30年後、アメリカ人ヒバクシャ（原爆後生き延びた者を日本語ではこう呼んでいる）は、アメリカ政府に無料の医療保障を求める積極的戦いを開始した。医療費無償化のためのこの戦いのリーダーの一人が、ミツオ・イノウエであった。彼は原爆被害者を救済するための戦いを自分自身の一生をかけた使命の一つとした。アメリカ人被爆者の多くが魅かれたのは、無料の医療保障の経済的側面だけでなく、それに象徴される、アメリカというるつぼの中の彼らの永続的居場所であった。最終的に日系人被爆者は、米国政府から無料の医療保障を受けることはできなかった。その最大の理由は、アメリカ国内の認識や見解が、放射能の影響、アメリカ人被爆者は市民ではなく敵国人であるということ、医療費の無料化または減額措置によって持ち上がるであろう経済に留まらない問題について、千差万別だったからである。アメリカ人被爆者の体験には、困難かつ度重なる暗い苦しみが潜んでいた。家族を奪われ重傷を負った、すべての被爆者の脳裏を離れない残酷な体験だけでなく、社会的疎外や国からの拒絶があった。アメリカ人被爆者らはアメリカを祖国と考えていたが、米国政府は被爆者らを敵国人と見なし、差別の対象となった。そのため数十年もの間、多くの被爆者就職や結婚に不利になるのを恐れて被爆者であることを隠し通した。1965年8月6日、広島の原爆の日、日系アメリカ人新聞の『羅府新報』および『加州毎日』に、「広島と長崎の全被爆者への呼びかけ」1という広告記事が掲載され、アメリカ人被爆者が団結する初期の一例が世間に公開された。アメリカ人被爆者コミュニティに変化が訪れ、1970年、ついに原爆被害者協会（CABS：Committee for A-Bomb Survivors）が設立された。このグループを介し、日系アメリカ人はようやく医療費の無料化とアメリカ政府からの認知を求める戦いに乗り出した。 相関関係があるとしても因果関係の有無は断定できなかったが、公民権運動の激化は、政府に医療保障を求める被爆者の戦いが始まる時期とちょうど重なった。アメリカ人被爆者は、彼らが期待したアメリカ政府からの賠償は受けらなかったが、結果的に日本政府からの支援を受け入れた。日本では1970年代まで、国籍に関わらず日本在住の全被爆者の医療費を無償とする法案が可決されていた。しかし、日本政府の医療保障を利用したアメリカ人被爆者はごく少数であった。
バラク・オバマの広島訪問に先駆け、2016年5月22日、米国広島・長崎原爆被爆者協会（ASA）のメンバー４人がリトル・トウキョウの高野山米国別院に集まり会見を開いた。ASAに拠ると、アメリカにはおよそ1000人の被爆者がいて、その多くが西海岸とハワイに暮らしているとされる。
- 1936年に帰米2世の両親の下イースト・ロサンゼルスで生まれ、広島に住む祖父が病気で命が短いということで日本に会いに行った際、被爆した帰米3世ハワード蠣田は「謝るべきかどうか注目されているが、その必要はないし意味がない。あれからもう71年。オバマ氏が悪いのではない。謝るべきなのは原爆を落すと決めた当時のトルーマン大統領とその政権、そこに関わった人間だと思う」と述べている。
- 1927年にパサデナで生まれた帰米2世の据石和は、生まれて8カ月で広島に移り18歳で被爆した。幼少時の据石の目には、B-29は「天使のように踊っていてきれいな飛行機」に映っていた。そして、広島湾あたりで白い点が見えて、なんだろうと指をさすやいなや、黄色いオレンジ色の強い光が放れて、目と耳を手で覆った、と当時を思い返す。据石は「戦争には双方に責任がある。けんかは１人でできないし必ず相手があること。日本もアメリカも戦争が始まって、互いに厳しい生活を強いられた」とし、謝罪をする必要はないと話す。
- 1927年にカリフォルニアのアカンポで生まれ、7歳で広島に渡り広島工業専門学校の1年生だった18歳の時に被爆した難波亘[46]は、日米関係がとても大切で、オバマ氏の訪問で広島の人たちがアメリカのことをより友好的で身近に感じるようになってほしいと思っており、「謝る必要は無くて、息子や家族を亡くした人たちを心から思っていることを表現することが大切」という。難波はアメリカに戻って朝鮮戦争に通訳兵として従軍したのち、航空技師として働いおり、オバマ大統領について「彼のような大統領を今まで見たことがない。伊勢志摩サミットのタイミングに関わらず、彼は長い間密かに訪問を計画していたのではないだろうか。強い賛否両論があったが、彼は決断した。彼は心の温かい人間だと思うし、とても感銘を受けた」と話す。
- マウイ島で生まれ、 7歳で広島に移り18歳で被爆した更科洵爾はオバマが広島を訪問する様子をテレビで見て「被爆者として、同時にアメリカ国民としてとても嬉しかった。被爆者、アメリカ、日本をそれぞれきちんと立てて、政治的にもよくやったと思う。特に、献花し、亡くなった人たちに黙とうし、被爆者を胸に抱き寄せ、原爆資料館を訪問したシーンをみて感動した」とコメントした。
- カリフォルニア州ローダイで生まれたヤマオカ・メイは9歳だった1938年に一家が日本に渡ったときのことを語った。1945年8月、ヤマオカは学徒動員で働いていた。原爆で命を落とさなかったのは、タバコ工場の中で高校の同級生と一緒に作業をしていた、13歳だった妹のマナさんは屋外で作業をしていた。ヤマオカさんと父親は長い捜索の末に、マナさんの遺体を爆心地の近くで見つけた。「私は米国人を少しも恨んではいない。あれは戦争だったし、両国とも自分たちは正しいことをしていると考えていた」「ただ、広島が原爆の標的となったのは不運だった。私たちは言わば一種のモルモットになった」と述べていた。

## 備考
- ロンサムレディー生存者の一人、トーマス・カートライトは牛の品種改良を研究しテキサスA&M大学名誉教授。大学を退いた1992年から当時のことに向き合うことを始め、1999年初来日、2002年『A Date with the Lonesome Lady: A Hiroshima POW Returns』（日本語版『爆撃機ロンサム・レディー号：被爆死したアメリカ兵』NHK出版）を出版。2015年1月死去[10][47]。
- ロンサムレディー生存者の1人ウィリアム・アベルは戦後米空軍に所属、朝鮮戦争・ベトナム戦争に従軍し軍曹で退役。2006年9月6日に86歳で亡くなった[48]。
- 1970年原爆死没者名簿に初めての被爆捕虜としてジョン・ロングが登録されたのは、上記のとおりマスコミ報道や日本人による目撃情報があったことに加え、彼の兄の息子つまり甥が宣教師で1967年来日し布教活動をしていて、その甥が名簿登録申請したことから。甥は20年以上日本で布教活動をしていて、その子どもつまりジョンの大甥にあたる人物は日本で生まれ育ち、そして2004年国立広島原爆死没者追悼平和祈念館にジョンの遺影が登録された際には大甥が尽力している[49][50][51]。
- 墜落機の残骸の幾つかは遺族に渡されている[52][53]。逆に遺族から遺品を広島平和記念資料館に寄贈されているものもある[54]。また呉軍港空襲の舞台である呉市の大和ミュージアムにも破片が展示されている。
- 入市被爆者の1人であるマーティン・ザップは2005年に来日、救助された場所である現在の益田市や広島を訪れた。彼が書いた体験記は国立広島原爆死没者追悼平和祈念館に収められている。なお2005年時点で残り9人は死去している[55]。
- スタンフォード大学の歴史学部のバートン・バーンスタイン教授は原爆投下の直前、アメリカはイギリス情報部から「広島にアメリカ人捕虜がいる」と通告を受けていたがこれを無視され、アメリカ戦略空軍司令部の極秘電報（45年7月30日付）によると同司令部は長崎にはアメリカ人捕虜収容所があることを確認、ワシントンに打電されたが、投下は強行された。結局、長崎の原爆は目標を少しずれたため、約1400人のアメリカ人捕虜は助かった。アメリカ政府が被爆死したアメリカ兵捕虜のことを秘密にしていた理由について、同教授は「アメリカ国民の大半が支持した原爆投下でアメリカ兵が殺されていたとなれば、世論は批判に変わり、第2次大戦直後の冷戦激化の中での核戦略に重要な影響をもたらす、と懸念したからではないか」と語り、「一般市民はもちろん、味方の軍人まで犠牲にしても平気な“戦争の狂気”を告発したい」と述べている[56]。
- オリバー・ストーン監督は自身の著書で「日系アメリカ人二世」と「アメリカ人捕虜」が広島原爆で被害を受けていることを著書で述べている[57]。
- 広告代理店に勤めていたバリー・フレシェットは自身の叔父が被爆したSB2Cヘルダイバー乗務員ノーマン･ブリセットと親友であることを知った[30]。そこで被爆米兵のドキュメンタリー映画の制作を開始した[30]。その制作の中で長年研究を続けている森重昭の存在を知り、森の全面的な協力により映画『Paper Lanterns（灯篭流し）』を完成させた[30][58]。この映画がアメリカ政府関係者の目に止まり、2016年バラク・オバマの広島訪問において森が参列することになり、オバマと森が抱き合うシーンへと繋がった[59]。

## 参考資料
- 森重昭『原爆で死んだ米兵秘史』光人社、2008年7月。ISBN 4769813996。
- POW研究会
- 広島市『広島原爆戦災誌』（PDF）（改良版）、2005年（原著1971年）。オリジナルの2013年12月3日時点におけるアーカイブ。2016年1月23日閲覧。